# Virovitičko-podravska županija
 Ovo je glavno značenje pojma Virovitičko-podravska županija. Za povijesnu pogledajte Virovitička županija.
Virovitičko-podravska županija je županija u Hrvatskoj.

## Administrativna podjela
Županija je podijeljena na 3 grada i 13 općina.
- Gradovi:
  - Grad Orahovica
  - Grad Slatina
  - Grad Virovitica

- Općine:
  - Općina Crnac
  - Općina Čačinci
  - Općina Čađavica
  - Općina Gradina
  - Općina Lukač
  - Općina Mikleuš
  - Općina Nova Bukovica
  - Općina Pitomača
  - Općina Sopje
  - Općina Suhopolje
  - Općina Špišić Bukovica
  - Općina Voćin
  - Općina Zdenci

Županijsko središte je grad Virovitica.

## Stanovništvo
Prema popisu stanovništva iz 2021. Virovitičko-podravska županija je imala 70.368 stanovnika s prosječnom gustoćom naseljenosti od 34,77 stanovnika/km2.
| broj stanovnika | 57107 | 68513 | 69225 | 82419 | 90266 | 101818 | 102824 | 125049 | 125372 | 131517 | 127512 | 116314 | 107339 | 104625 | 93389 | 84836 | 70368 |
|                 | 1857. | 1869. | 1880. | 1890. | 1900. | 1910.  | 1921.  | 1931.  | 1948.  | 1953.  | 1961.  | 1971.  | 1981.  | 1991.  | 2001. | 2011. | 2021. |

Etnički sastav 2001. je bio sljedeći: Hrvati 89,5 %, Srbi 7,1 %, Mađari 0,3 % i drugi.
Županija je smještena velikom većinom u sjeverozapadnoj Slavoniji, tek malim dijelom u Podravini.
Govori se većinom štokavskim narječjem.

## Županijska uprava
Župan je Igor Andrović. (HDZ).

## Zemljopis
Po obradivim površinama, napose oranicama (991 km2) u odnosu na broj stanovnika, Virovitičko – podravska županija je prva u Hrvatskoj. Oranične površine zauzimaju 99 420 hektara ili 6,8 % svih hrvatskih oraničnih površina, a poljoprivreda je grana na kojoj se temelji budućnost ove županije.
Voda je jedan od najvažnijih prirodnih resursa, vode na ovim prostorima ima gotovo u izobilju. Područje je iznimno bogato vlagom, s prosječnom godišnjom količinom padalina 800 – 827 mm.

## Udruge

### Izviđači
- Odred izviđača Jastreb Čačinci
- Savez izviđača hrvatske,
- odred izviđača Bilogorci Pitomača - Sedlarica - Velika Črešnjevica * član SIH-a.
- Odred izviđača Mikleuš Mikleuš * udruga trenutno nije član SIH-a
- Odred izviđača Slap Slatina * udruga trenutno nije član SIH-a
- Savez izviđača Virovitica * udruga trenutno nije član SIH-a
- Izletnička družba Voćin - pri Osnovnoj Školi Voćin * trenutno nije član SIH-a
- KID'S * udruga trenutno nije član SIH-a

## Vanjske poveznice
- Službena stranica županije